# Sara Lazarus
Sara Lazarus (* 1. April 1962 in Wilmington) ist eine amerikanische Jazzsängerin, die zur französischen Jazzszene gehört.

## Leben und Wirken
Lazarus erhielt ab dem Alter von acht Jahren klassischen Klavierunterricht. Mit zwölf Jahren begann sie, Tenorsaxophon zu spielen, das sie auch in der Schulband spielte. Mit 16 Jahren wurde sie Mitglied der American Youth Jazz Band, mit der sie 1980 eine Tournee durch Europa unternahm und auf dem Montreux Jazz Festival auftrat. An der Harvard University studierte sie bis 1984 Englische Literatur, spielte daneben aber auch Saxophon und sang in Bands. Illinois Jacquet, der sie hörte, riet ihr, sich auf eine Karriere als Musikerin zu konzentrieren. 
Nach dem Studium ließ sie sich in Frankreich nieder, wo sie zeitweilig Mitglied der Band von Jacquet war. Sie gründete eine eigene Combo, arbeitete aber auch mit Franck Amsallem, Riccardo Del Fra, Manuel Rocheman und Jacky Terrasson. Zunächst arbeitete sie in den Jazzclubs, dann auch auf Festivals wie Jazz in Marciac, Crest Jazz Vocal oder dem JVC Jazz Festival Paris. 
Patrice Caratini holte sie im Jahr 2000 zu seinem Jazz Ensemble und spielte mit ihr das Album Anything Goes ein, das die Songs von Cole Porter vorstellte. 2005 legte sie das erste Album unter eigenem Namen vor. Zu ihrer Band gehörten Musiker wie Alain Jean-Marie, Dominique Lemerle, Gilles Naturel, Steve Williams oder Andrea Michelutti. Songs von ihr sind auf zahlreichen Kompilationen erschienen.
Lazarus ist mit dem Saxophonisten Eric Breton verheiratet, mit dem sie Söhne hat.

## Auszeichnungen
1994 gewann sie den ersten Preis beim Thelonious-Monk-Wettbewerb.

## Diskographische Hinweise
- Patrice Caratini Anything Goes (Harmonia Mundi, 2000)
- Give Me the Simple Life (Dreyfus Jazz 2005, mit Biréli Lagrène, Hono Winterstein, Diego Imbert, André Ceccarelli bzw. Winard Harper)[3]
- It’s All Right With Me (Dreyfus Jazz 2006, mit dem Gypsy Project von Biréli Lagrène)[4]